# Gamma Ursae Majoris
Gamma Ursae Majoris (Phad, Phecda, Phegda, Phekha, Phacd, 64 Ursae Majoris) é uma estrela na direção da constelação de Ursa Major. Possui uma ascensão reta de 11h 53m 49.74s e uma declinação de +53° 41′ 41.0″. Sua magnitude aparente é igual a 2.41. Considerando sua distância de 84 anos-luz em relação à Terra, sua magnitude absoluta é igual a 0.36. Pertence à classe espectral A0V SB.